# Mittenwalde
Mittenwalde és un municipi alemany que pertany a l'estat de Brandenburg. Es troba a 30 km al sud-est de Berlín. Limita amb els municipis de Schönefeld, Königs Wusterhausen, Bestensee, Groß Köris, Teupitz, Rangsdorf i Zossen.

## Districtes
- Kernort Mittenwalde
- Brusendorf amb Boddinsfelde
- Gallun
- Motzen
- Ragow
- Schenkendorf amb Krummensee
- Telz
- Töpchin amb Waldeck

## Galeria d'imatges

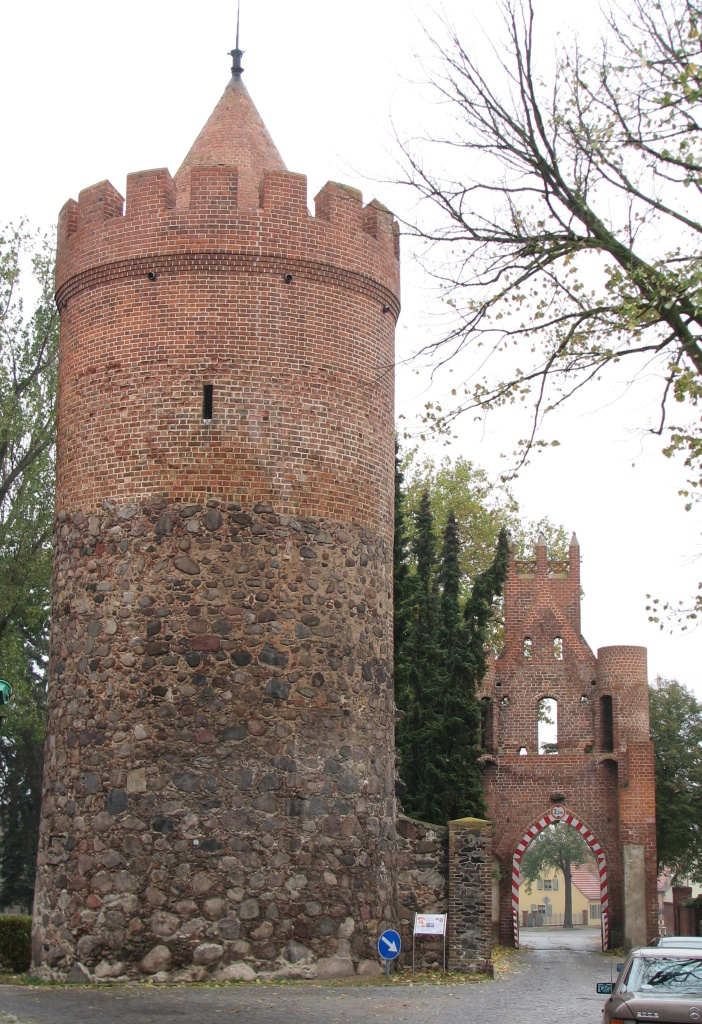
Torre de la Pólvora
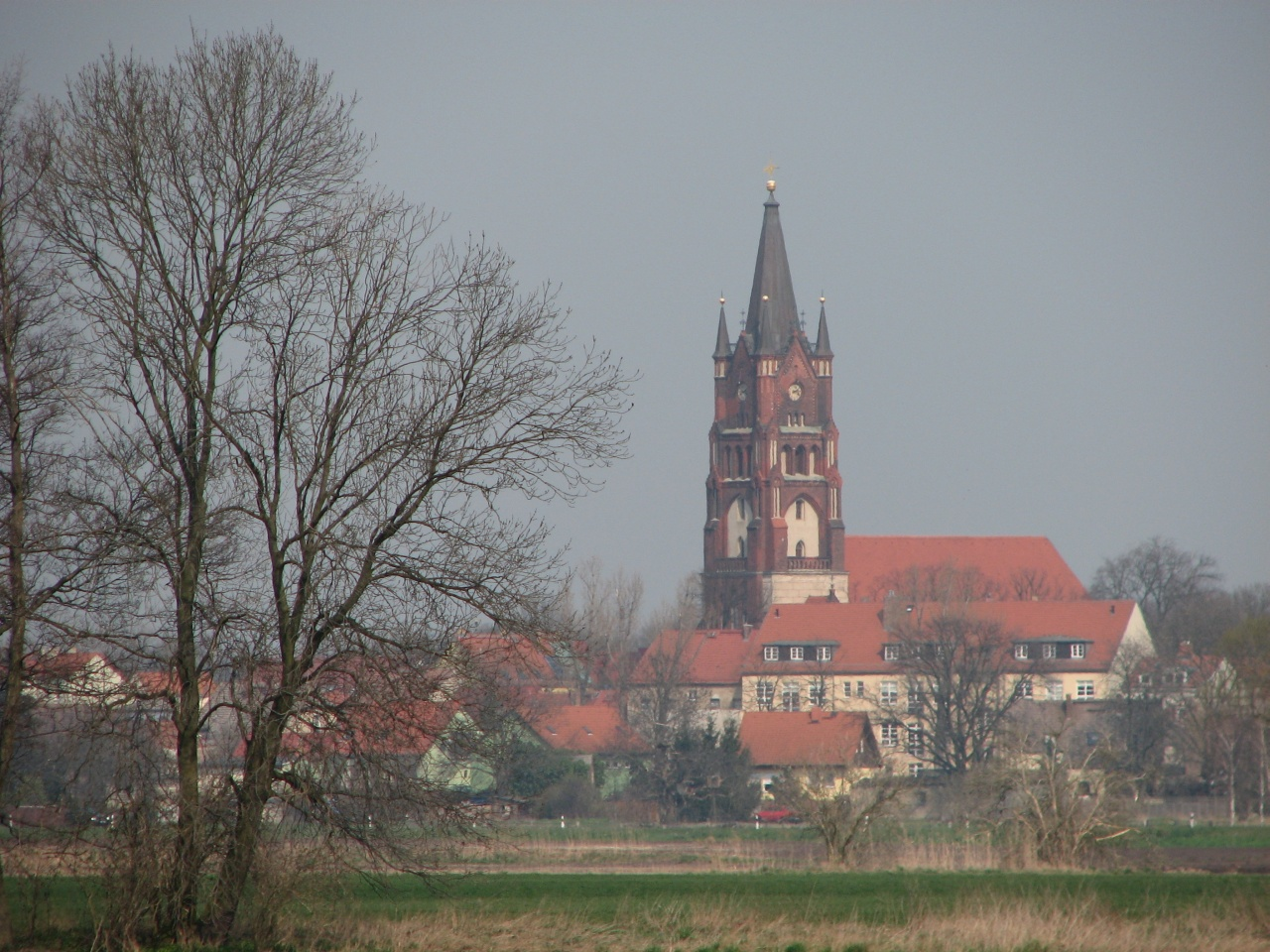
Parròquia St. Moritz
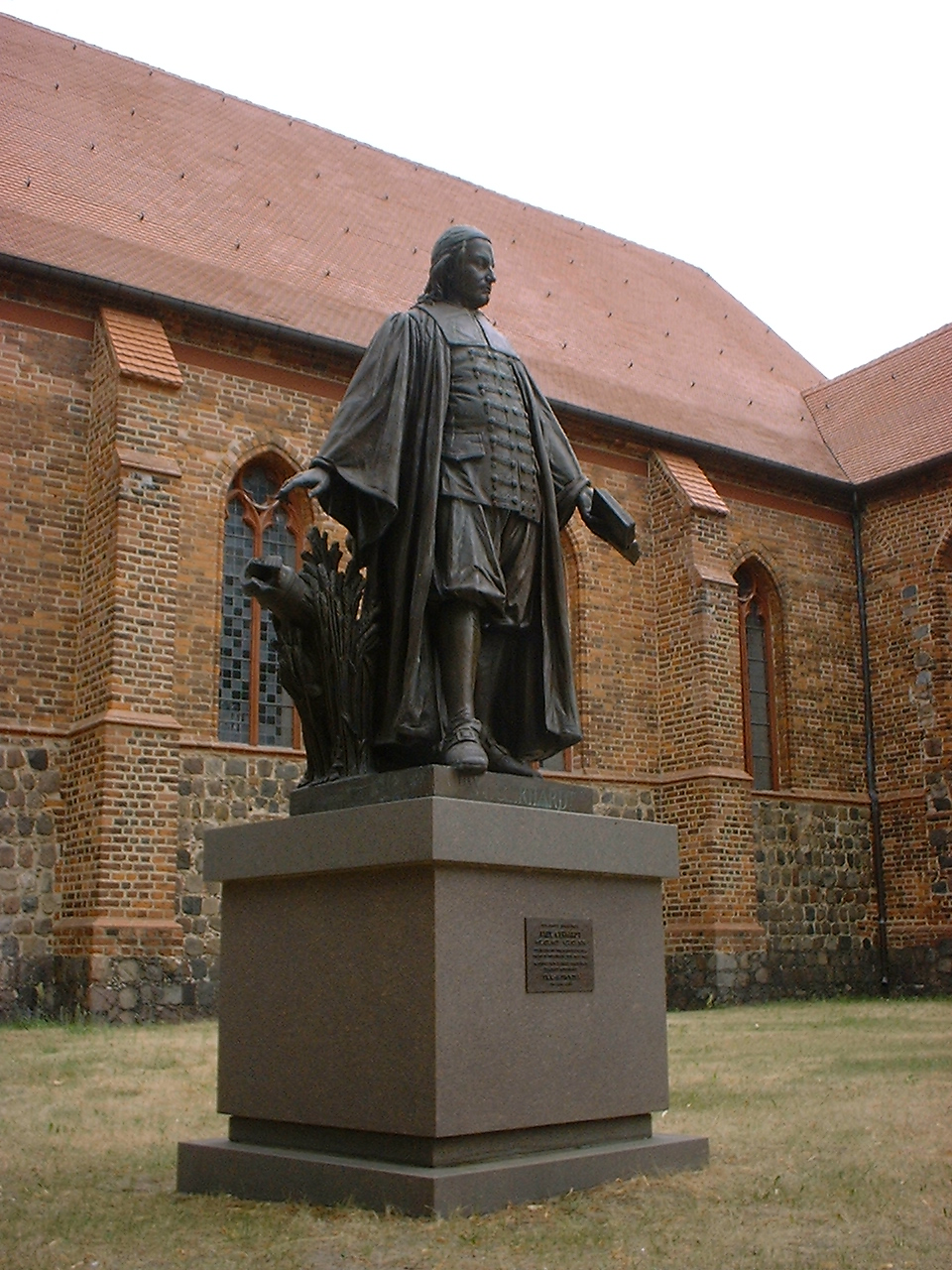
Memorial Paul-Gerhardt
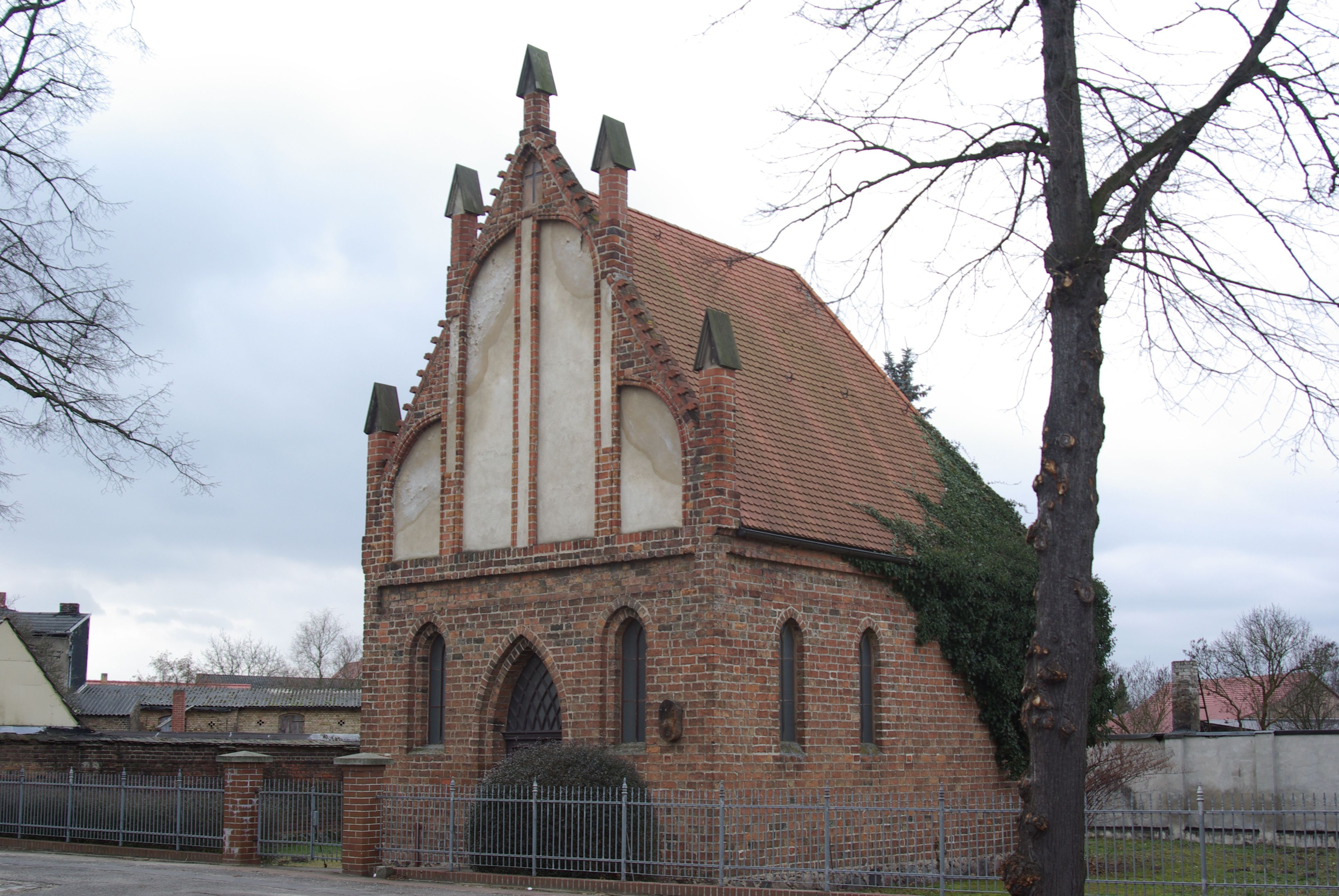
Capella de l'hospital

## Evolució demogràfica
- Evolució demogràfica en els límits de 2020
- Evolució actual i les previsions demogràfiques

| Any  | Població |
| ---- | -------- |
| 1875 | 5 207    |
| 1890 | 6 869    |
| 1910 | 8 071    |
| 1925 | 7 902    |
| 1933 | 7 854    |
| 1939 | 9 461    |
| 1946 | 9 028    |
| 1950 | 9 076    |
| 1964 | 7 411    |
| 1971 | 7 195    |
| 1981 | 6 224    |
| 1985 | 6 064    |
| 1989 | 5 800    |

| Any  | Població |
| ---- | -------- |
| 1990 | 5 697    |
| 1991 | 5 584    |
| 1992 | 5 587    |
| 1993 | 5 576    |
| 1994 | 5 937    |
| 1995 | 6 522    |
| 1996 | 7 071    |
| 1997 | 7 589    |
| 1998 | 7 877    |
| 1999 | 8 220    |

| Any  | Població |
| ---- | -------- |
| 2000 | 8 410    |
| 2001 | 8 536    |
| 2002 | 8 547    |
| 2003 | 8 640    |
| 2004 | 8 699    |
| 2005 | 8 664    |
| 2006 | 8 684    |
| 2007 | 8 663    |
| 2008 | 8 683    |
| 2009 | 8 710    |

| Any  | Població |
| ---- | -------- |
| 2010 | 8 724    |
| 2011 | 8 658    |
| 2012 | 8 663    |
| 2013 | 8 734    |
| 2014 | 8 774    |
| 2015 | 8 898    |
| 2016 | 8 950    |
| 2017 | 9 104    |
| 2018 | 9 140    |
| 2019 | 9 269    |

| Any  | Població |
| ---- | -------- |
| 2020 | 9 428    |